# Dick de Pauw
Dick de Pauw (egentligen Remi Jean de Pauw), född den 16 juli 1893 i City of Westminster, död 1974 i Wandsworth, var en belgiskättad engelsk jazzviolinist och kapellmästare, vilken under en stor del av 1920-talet var verksam i Sverige.
Dick de Pauw var son till ett belgiskt par som invandrat till London. Senast under första världskriget hade han inlett en karriär som yrkesmusiker. Tillsammans med musikerkollegorna Bert Bassett (banjo) och Harry Robbins, Jr (trummor) var han vid denna tid knuten till en agentur som förmedlade musiker till hotell, restauranger och nöjesetablissemang i London, bland annat The Karsino och The 400 Club (senare The Embassy). De Pauw och Bassett hade också medverkat på skivinspelningar av ragtimenummer med J.H. Squire's Syncopated Orchestra innan de och Robbins år 1919 av den färgade amerikanske klarinettisten Al Jenkins och den brittiske pianisten Claude Ivy engagerades till en nybildad orkester.
Orkestern hade satts samman för ett engagemang på Queen's Hall på Regent Street och hette därför ursprungligen Queen's Dance Orchestra. Redan omkring 1920/1921 fick orkestern dock en ny pianist i Jack Hylton, vilken efter ett tag övertog ledarskapet och också gav orkestern sitt eget namn. Orkestern skivdebuterade i maj 1921 för His Master's Voice och de Pauw medverkade på dess första inspelningar.
1924 kom de Pauw till Sverige med en egen orkester, vilken med början nyårsafton 1924-1925 inledde ett mångårigt engagemang på Grand Hôtel i Stockholm. Den svenska jazztrumslagaren Anders Soldén har i sina anteckningar skildrat hur orkestern hade med sig spelsätt som var nya för musiker och publik i Sverige:
[...] de voro fem man: violin, sax, piano, banjo, trummor. Pianisten bara kompade och trumslagaren Grossman slog bom-bom på bastrumman, vilket man tyckte var festligt. Något man aldrig hört förr var att trumslagaren sjöng i chorus. Det slog an väldigt på publiken. Den bästa av dom allihop var saxofonisten Clarkson. Han var den förste här som nicklade på sax. Bra ton.
Andra samtida svenska jazzmusiker som vittnat om vlket stort intryck det gjorde att se och höra de Pauws orkester är trumpetarna Gösta "Chicken" Törnblad och Elis "Plutten" Redlig.
Utöver ett flertal säsonger på Grand Hôtel framträdde de Pauws orkester även på bland annat Trädgårdsföreningen och Liseberg i Göteborg. Han medverkade också flitigt vid radiosändningar samt framträdde som skribent och tecknare i tidskriften Charme.
de Pauw gjorde även skivinspelningar. I maj 1926 spelade han med sitt "Royal Dance-Band" för Polydor in melodierna Wait till tomorrow night och Next to you, I like me next to you (på den senare titeln framträder de Pauw, förutom på fiol, även på så kallad "jazzflöjt", det vill säga slide whistle). Vid denna tid hade de ursprungligen rent brittiska musikerna i orkestern börjat blandas upp med inhemska svenska förmågor, däribland Ragge Läth på trumpet, Sune Lundwall på saxofon och klarinett, Nils Söderman på piano och Curt Ljunggren på banjo. Året därpå gjorde orkestern även inspelningar för His Master's Voice, då med Acke Sundin på banjo. Åren 1929–1930 följde ytterligare några skivinspelningar för Columbia.
Under en turné i England med de Pauws orkester upptäckte Sune Lundwall kontrabasens möjligheter inom jazzmusiken och lanserade den senare som medlem av Svenska Paramountorkestern.
År 1931 återvände de Pauw till England. Ledarskapet över hans svenska orkester övertogs därvid av den ende kvarvarande engelske medlemmen, trumslagaren Billy Grossman. Om de Pauws fortsatta karriär och liv är mycket litet känt. Han fortsatte dock att leda orkestrar (1933 ingick trumpetaren Jimmy Macaffer i hans band) samt verkar även ha verkat som skribent i jazztidskriften Melody Maker.  Han var också dirigent för en uppsättning av Noël Cowards pjäs Cavalcade.